# Leichtathletik-Länderkampf der Frauen 1972 BR Deutschland – Kanada
| 13. Leichtathletik-Länderkampf mit bundesdeutscher Beteiligung 1972 | 13. Leichtathletik-Länderkampf mit bundesdeutscher Beteiligung 1972 |
| ------------------------------------------------------------------- | ------------------------------------------------------------------- |
|                                                                     |                                                                     |
| Ländervergleich der Frauen: BR Deutschland – Kanada                 |                                                                     |
| Austragungsort                                                      | Lübeck                                                              |
| Wettbewerbe                                                         | 13                                                                  |
| Datum                                                               | 7. Juli                                                             |
| 1. FRG 2. CAN                                                       | 93 Punkte 42 Punkte                                                 |
| Chronik                                                             |                                                                     |
| ← SUI-FRG-FRA Geher (M)                                             | FRG-DNK/IRL-FRG (M) →                                               |

Der dreizehnte Vergleich des Länderkampfjahres 1972 brachte den bundesdeutschen Frauen einen Premierengegner. Am 7. Juli trafen sie in Lübeck auf das Team aus Kanada.

## Wettbewerbe und Modus
Auf dem Programm standen die bei Länderkämpfen üblichen dreizehn Wettbewerbe, die das damalige olympische Frauenprogramm komplett abdeckten sowie darüber hinaus den 1500-Meter-Lauf und die 4-mal-400-Meter-Staffel beinhalteten, zwei Disziplinen, die bei den diesjährigen Spielen in München ebenfalls olympisch wurden. Anstelle des Hürdenlaufs über 80 Meter wurde wie bei den Olympischen Spielen ab 1972 der 100-Meter-Hürdenlauf ausgetragen. Die Wertung erfolgte in allen Disziplinen nach dem Standardsystem.

## Ergebnis
Die Überlegenheit der bundesdeutschen Leichtathletinnen in diesem Vergleich war nahezu maximal. Das Team lag in allen dreizehn Wettbewerben vorn. Von elf möglichen Doppelerfolgen errangen die bundesdeutschen Sportlerinnen sieben. So gewann die Bundesrepublik Deutschland dieses Aufeinandertreffen sehr eindeutig mit 93 zu 42 Punkten.

## Resultate

### 100 m
| Platz | Athletin         | Land | Zeit (s) |
| ----- | ---------------- | ---- | -------- |
| 1     | Annegret Irrgang | FRG  | 11,4     |
| 2     | Maren Schroeder  | FRG  | 11,7     |
| 3     | Patty Loverock   | CAN  | 11,8     |
| 4     | Janice Coyston   | CAN  | 12,1     |

### 200 m
| Platz | Athletin       | Land | Zeit (s) |
| ----- | -------------- | ---- | -------- |
| 1     | Inge Helten    | FRG  | 23,6     |
| 2     | Rita Wilden    | FRG  | 23,6     |
| 3     | Patty Loverock | CAN  | 24,4     |
| 4     | Janice Coyston | CAN  | 25,2     |

### 400 m
| Platz | Athletin         | Land | Zeit (s) |
| ----- | ---------------- | ---- | -------- |
| 1     | Christel Frese   | FRG  | 53,3     |
| 2     | Joyce Sadowick   | CAN  | 54,0     |
| 3     | Karola Claus     | FRG  | 54,5     |
| 4     | Joanne McTaggart | CAN  | 55,5     |

### 800 m
| Platz | Athletin           | Land | Zeit (min) |
| ----- | ------------------ | ---- | ---------- |
| 1     | Hildegard Falck    | FRG  | 2:02,4     |
| 2     | Gisela Ellenberger | FRG  | 2:03,9     |
| 3     | Abigail Hoffman    | CAN  | 2:04,5     |
| 4     | Penny Werthner     | CAN  | 2:06,6     |

### 1500 m
| Platz | Athletin       | Land | Zeit (min) |
| ----- | -------------- | ---- | ---------- |
| 1     | Christa Merten | FRG  | 4:19,3     |
| 2     | Glenda Reiser  | CAN  | 4:19,7     |
| 3     | Sylvia Schenk  | FRG  | 4:21,2     |
| 4     | Thelma Wright  | CAN  | 4:23,1     |

### 100 m Hürden
| Platz | Athletin        | Land | Zeit (s) |
| ----- | --------------- | ---- | -------- |
| 1     | Heidi Schüller  | FRG  | 13,1     |
| 2     | Heide Rosendahl | FRG  | 13,4     |
| 3     | Linda Wilson    | CAN  | 14,1     |
| 4     | Wendy Taylor    | CAN  | 14,7     |

### 4 × 100 m Staffel
| Platz | Besetzung      | Land                                                              | Zeit (s) |
| ----- | -------------- | ----------------------------------------------------------------- | -------- |
| 1     | BR Deutschland | Elfgard Schittenhelm Inge Helten Annegret Irrgang Heide Rosendahl | 43,8     |
| 2     | Kanada         | Janice Coyston Joyce Sadowick Patty Loverock Wendy Taylor         | 45,9     |

### 4 × 400 m Staffel
| Platz | Besetzung      | Land                                                   | Zeit (min) |
| ----- | -------------- | ------------------------------------------------------ | ---------- |
| 1     | BR Deutschland | Dagmar Jost Marita Jeske Erika Weinstein Anette Rückes | 3:41,1     |
| 2     | Kanada         | Abigail Hoffman Joanne McTaggart Vanderstam Olinek     | 3:49,0     |

### Hochsprung
| Platz | Athletin             | Land | Höhe (m) |
| ----- | -------------------- | ---- | -------- |
| 1     | Ulrike Meyfarth      | FRG  | 1,82     |
| 2     | Debbie Brill         | CAN  | 1,79     |
| 3     | Debbie Van Kiekebelt | CAN  | 1,73     |
| 4     | Anja Wolf            | FRG  | 1,65     |

### Weitsprung
| Platz | Athletin        | Land | Weite (m) |
| ----- | --------------- | ---- | --------- |
| 1     | Heide Rosendahl | FRG  | 6,65      |
| 2     | Heidi Schüller  | FRG  | 6,32      |
| 3     | Brenda Eisler   | CAN  | 6,22      |
| 4     | Linda Wilson    | CAN  | 6,16      |

### Kugelstoßen
| Platz | Athletin        | Land | Weite (m) |
| ----- | --------------- | ---- | --------- |
| 1     | Birgit Palzkill | FRG  | 16,25     |
| 2     | Marlene Fuchs   | FRG  | 15,86     |
| 3     | Carol Martin    | CAN  | 13,93     |
| 4     | Jane Haist      | CAN  | 13,89     |

### Diskuswurf
| Platz | Athletin             | Land | Weite (m) |
| ----- | -------------------- | ---- | --------- |
| 1     | Brigitte Berendonk   | FRG  | 55,86     |
| 2     | Jane Haist           | CAN  | 52,88     |
| 3     | Anne-Chatrine Rühlow | FRG  | 51,88     |
| 4     | Carol Martin         | CAN  | 51,86     |

### Speerwurf
| Platz | Athletin           | Land | Weite (m) |
| ----- | ------------------ | ---- | --------- |
| 1     | Anneliese Gerhards | FRG  | 56,02     |
| 2     | Christa Peters     | FRG  | 52,48     |
| 3     | Jay Dahlgren       | CAN  | 47,10     |
| 4     | Louise Befand      | CAN  | 42,48     |